# Cape Girardeau
Cape Girardeau är en ort i Cape Girardeau County, och Scott County i Missouri. Cape Girardeau är säte för Southeast Missouri State University.

## Kända personer från Cape Girardeau
- Chic Hecht, politiker
- Dale Dye, skådespelare
- Linda M. Godwin, astronaut
- Peter Kinder, politiker
- Rush Limbaugh, radiopratare
- Brittney Skye, porrskådespelare
- Billy Swan, countrymusiker